# 부다페스트 공방전
부다페스트 공방전(러시아어: Будапештская операция 부다페시츠카야 오페라치야[*], 독일어: Schlacht um Budapest 슐라흐트 움 부다페스트[*]) 또는 부다페스트 전투는 제2차 세계 대전이 끝나갈 무렵 헝가리의 수도인 부다페스트에서 소련군과 루마니아 왕국이 50일간 포위한 전투이다. 부다페스트 공세의 최종장인 이 포위전은 헝가리와 독일군이 방어하던 부다페스트를 1944년 12월 26일 소련군과 루마니아 육군이 포위하며 시작되었다. 포위전 기간 민간인 38,000명 이상이 기근, 군사작전, 헝가리 화살십자당의 유대인 대량처형 등으로 사망했다. 부다페스트는 1945년 2월 13일 무조건 항복했다. 이는 베를린으로 진격하는 연합국에게 큰 전략적 승리이다.

## 전투 배경
헝가리는 소련과 전쟁하면서 사망자가 20만명 가까이 발생했고, 1944년 들어서는 전선이 자국 바로 앞까지 오면서 제2차 세계 대전에서 빠져나올 준비를 했다. 하지만 헝가리 내 정치 세력이 전쟁을 종식시키러 하자 독일이 1944년 3월 19일 선제적으로 마르가레테 작전을 개시해 헝가리 전역을 점령하고 입성했다.
1944년 10월 연합군이 노르망디와 팔레즈에서 연이어 승리하고, 소련의 하계 공세인 바그라티온 작전이 큰 성공을 거두자 헝가리의 섭정 호르티 미클로시는 연합국과 개별적인 평화 협상에 들어가기 시작했다. 호르티의 이 같은 시도를 들은 히틀러는 헝가리를 추축국 편으로 유지하기 위해 판처파우스트 작전을 개시해 호르티에게 퇴위를 강요했다. 호르티 정부가 실각한 후 "헝가리주의자" 살러시 페렌츠가 이끄는 극우 나치즘 성향의 화살십자당 정부가 들어섰다. 새로운 극우 국가주의 정부와 독일의 여러 동맹군이 부다페스트 방어를 준비하는 사이, 2개 무장친위대 사단으로 구성된 제9SS산악군단이 부다페스트로 파견되어 도시 방어군에 증원되었다.

## 전개

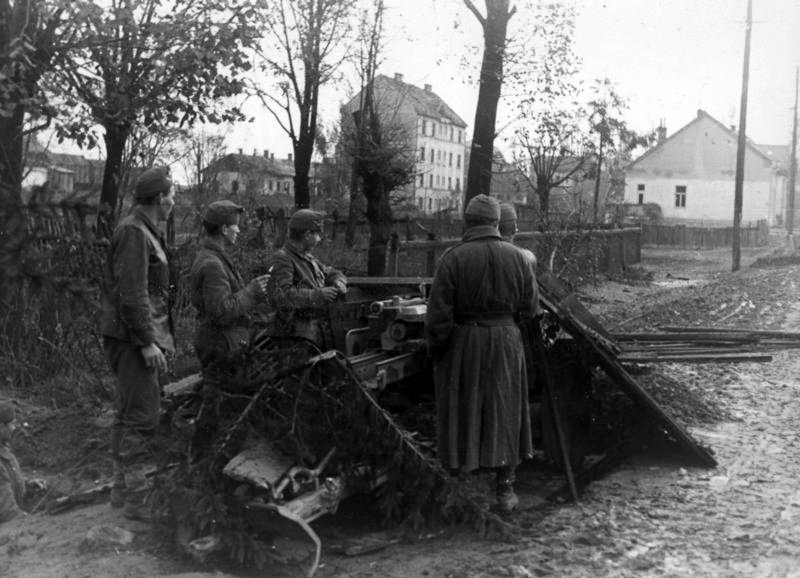
1944년 11월, 부다페스트 교외에서 7.5 cm Pak 40를 다루는 헝가리군의 모습

소련군은 로디온 말리놉스키의 제2우크라이나 전선군 일부 병력으로 부다페스트를 포위하기 시작했다. 실제로 전투에 참여한 부대는 제53군, 제7근위군, 제46군을 포함한 제3우크라이나 전선군 일부 병력, 루마니아 제7군단이다.
한편 소련군을 막기 위해 부다페스트에 독일 육군, 무장친위대 병력, 헝가리 육군 병력이 배치되었다. 부다페스트 포위전은 제2차 세계 대전 중 가장 사상자가 많았던 포위전 중 하나이다.

### 부다페스트 포위

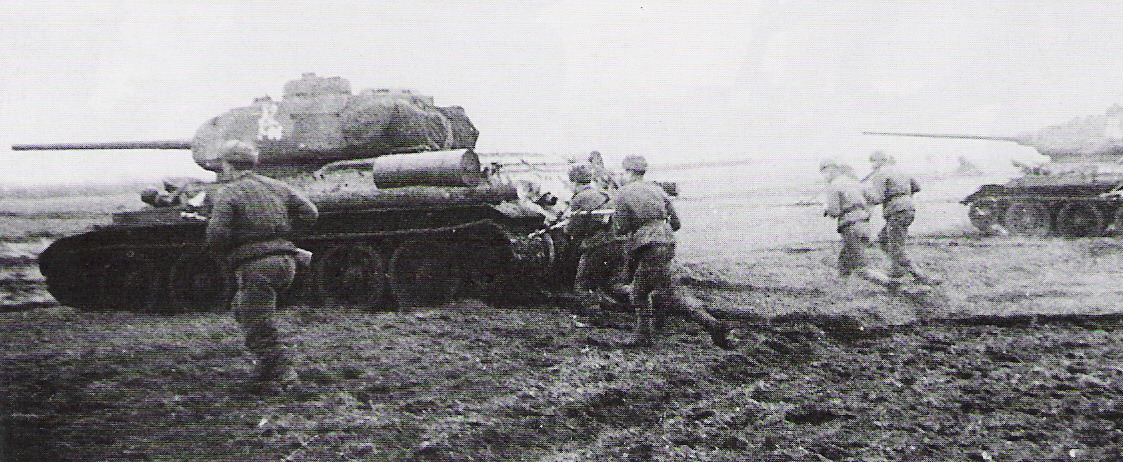
반격하고 있는 제18전차군단의 전차와 보병.

소련군은 1944년 10월 29일 도시를 향한 공세를 시작했다. 백만명 이상의 병력이 2개 기동집단으로 나누어 진격하기 시작했다. 작전은 부다페스트를 나머지 독일군 및 헝가리군과 고립시키는 방향으로 갔다. 1944년 11월 7일 소련군과 루마니아군은 구시가지에서 약 20 km 떨어진 부다페스트 동쪽 교외까지 진입했다. 잠시 작전을 중단했던 소련군은 12월 19일부터 공세를 재개했다. 12월 26일에는 부다페스트와 빈을 잇는 도로를 소련군이 점령하며 포위망이 완성되었다. 나치의 지원을 받던 국가지도자(Nemzetvezető) 살러시 페렌츠는 12월 9일 이미 부다페스트에서 도망친 상태였다.
소련군의 진격으로 약 33,000명의 독일군과 37,000명의 헝가리군, 80만명이 넘는 민간인이 부다페스트 시내에 고립되었다. 철수를 허가하지 않은 아돌프 히틀러는 부다페스트를 최후의 1인까지 지켜야 하는 요새도시(페스퉁 부다페스트)로 선포했다. 제9SS산악군단 지휘관인 카를 페퍼빌덴브루흐이 부다페스트 시가지 방어를 책임졌다.
부다페스트는 이오시프 스탈린의 주요 목표였다. 얄타 회담 날짜가 다가오고 있었고 스탈린은 윈스턴 처칠과 프랭클린 D. 루즈벨트에게 자신의 힘을 과시하고 싶었다. 따라서 스탈린은 말리놉스키 장군에게 지체 없이 도시를 점령하라고 명령했다.

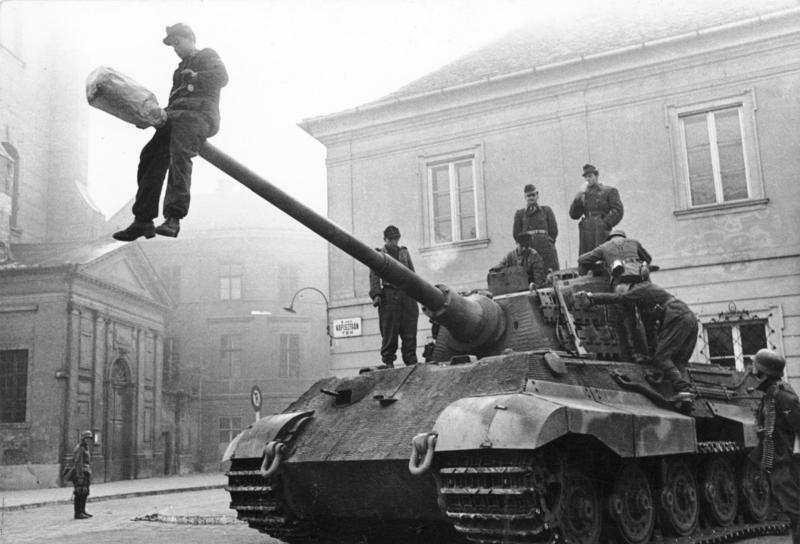
1944년 10월, 시가지 안에 정차된 티거 2 전차에 탑승한 독일군과 헝가리군의 모습. 부다페스트에는 단 한대의 티거 2 부대만 주둔했다.

1944년 12월 28일 밤 제2 및 제3우크라이나 전선군은 포위된 독일군에게 무전기와 확성기로 연락해 도시 항복 협상에 대해 이야기했다. 소련군은 인도적인 항복 조건을 제시하고 독일군 및 헝가리군 포로를 학대하지 않겠다고 약속했다. 또한 사절단은 무기를 소지하지 않은 채 흰 깃발을 단 차를 타고 나타나겠다고 약속했다.
다음날 예상대로 두 소련 사절단이 나타났다. 나중에 이 사절단에게 무슨 일이 있었는지는 불분명하지만 양 쪽 사절단 모두 사망했다. 이 중 상황에 대한 한 가지 설명은 아래와 같다.
우크라이나 제3전선군에 속한 첫 번째 사절단은 오전 10시에 부더포크 지역에 도착해 페퍼빌덴브루흐 장군의 본부로 끌려갔다. 페퍼빌덴브루흐 장군은 항복 교섭을 거부하고 소련측 사절단을 전장으로 다시 보냈다. 사절단이 원 진영으로 이동하던 도중 독일군이 갑자기 발포해 오스타펜코 대위가 사망했다. 올로프 중위와 고르바튜크 중위는 재빨리 참호로 뛰어들어 간신히 탈출했다. 독일군의 집중사격으로 소련군은 12월 29일 밤이 되어서야 오스타펜코의 시신을 수습했다. 오스타펜코는 부더포크에서 군인장으로 예우를 받으며 묻혔다.
두 번째 사절단은 우르아키나 제2전선군에 속해 오전 11시경 키슈페슈트 구역에 도착했다. 사절단이 도착하자 독일군은 사절단을 향해 발포했다. 사절단 지휘관인 미클로시 슈테인메츠 대위는 협상을 호소했으나 소용이 없었다. 대위는 독일군이 소련군 차량에 사격했을 때 부하 2명과 함께 전사했다.

### 독일의 첫 포위 돌파 시도
소련군은 동부 교외에서 공세를 시작하여 페슈트를 향해 진격하면서 넓은 중앙 대로를 활용해 진격 속도를 높였다. 소련군에 압도당한 독일군 및 헝가리군은 진격을 늦추기 위해 공간과 시간을 교환하러 시도했다. 결국 독일군은 부더 지역의 언덕이 많은 지형을 이용해 전선을 축소하기 위해 후퇴했다. 1945년 1월 독일군은 작전명 콘라트 작전이라는 3개 부분으로 구성된 반격 작전을 개시했다. 이 작전은 포위된 부다페스트 주둔군을 구출하기 위한 독일과 헝가리의 공동 작전이다. 콘라트 제1작전은 1월 1일에 시작되었다. 독일 제4SS기갑군단은 포위망을 뚫기 위해 터터에서 부다페스트 서북쪽의 언덕 지형을 향해 공격을 개시했다. 1월 3일 소련군 사령부는 이 위협에 대응하기 위해 4개 사단을 추가로 파견했고, 1월 15일에는 루마니아군 사단의 효율성이 떨어진다는 이유로 루마니아군을 철수시켰다. 소련의 이같은 조치로 공세는 부다페스트에서 서쪽으로 20 km 정도 떨어져 있는 비치케 인근에서 중단되었다. 독일군은 1월 12일 철수하기 시작했다. 콘라트 제2작전은 1월 7일 시작되었다. 독일 제4SS기갑군단이 에스테르곰에서 부다페스트 공항을 향해 진격하여 공항을 점령하고 도시의 항공 보급 능력을 향상시켰다. 하지만 이 공격은 공항 인근에서 중단되었다.

### 시가전

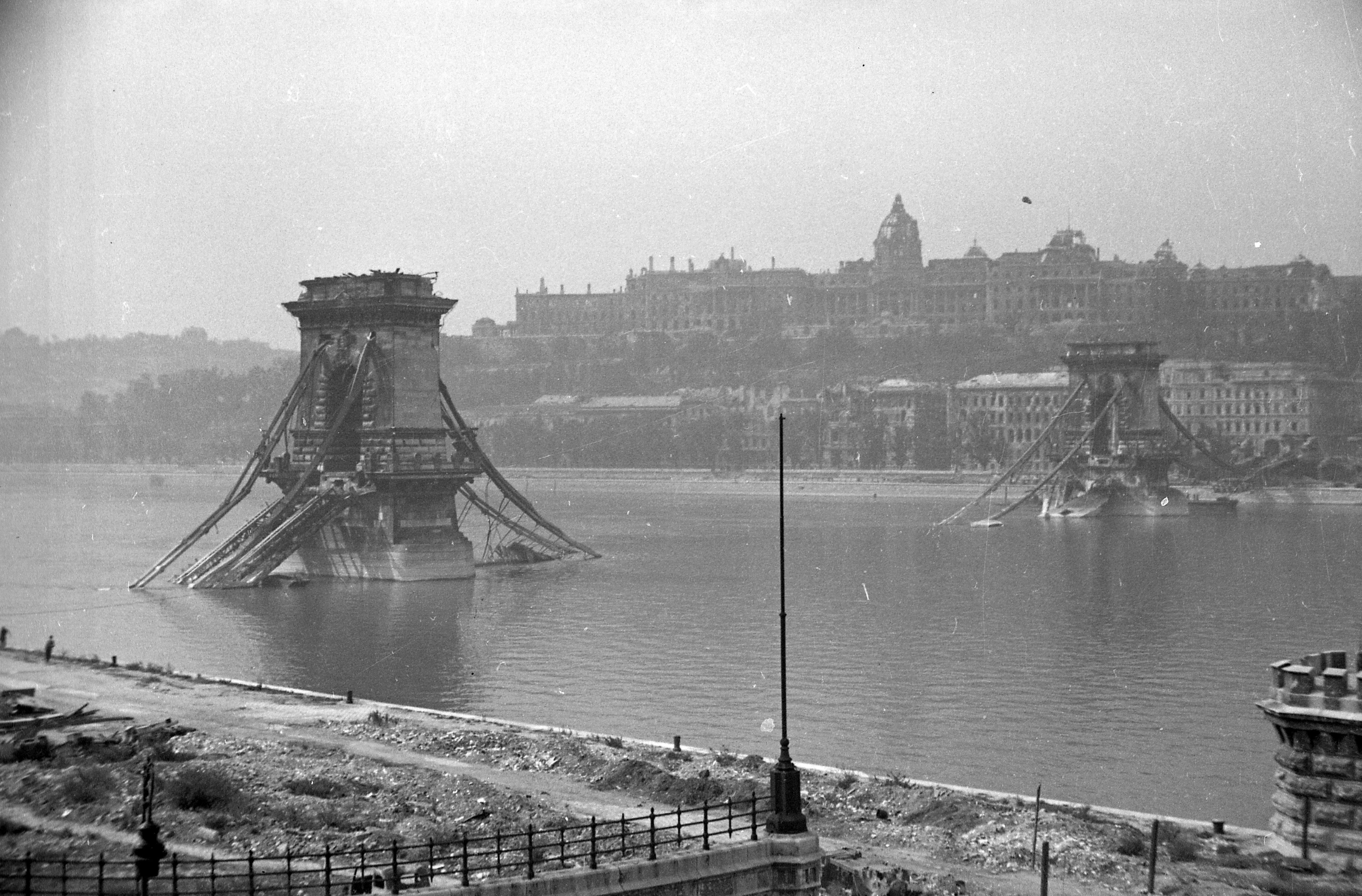
파괴된 세체니 다리와 멀리 부다성의 잔해

부다페스트의 시가전은 더욱 격렬해졌다. 포위전이 시작되기 직전인 1944년 12월 27일 페리헤지 공항을 상실하면서 보급 상황에 결정적인 변수가 생겼다. 1945년 1월 9일까지 독일군은 주요 도로와 부다성 옆 공원을 비행기 및 군용 글라이더 착륙장으로 사용했지만 이 곳에 소련군의 포격이 계속되었다. 다뉴브강이 얼어붙기 전까지는 어둠과 안개 속에서 바지선을 통해 일부 보급품을 보낼 수 있었다. 식량 부족이 점점 심해졌고 병사들이 스스로 생계 수단을 찾아야 했으며, 일부는 말을 잡아 먹어 식량을 의존했다. 극한의 기온은 독일군과 헝가리군에도 영향을 미쳤다. 소련군도 스탈린그라드에서의 독일군과 같은 상황에 처했다. 소련군은 저격수와 공병에 크게 의존해 도시의 지형을 이용하여 진격했다.
양 측 모두 하수구를 병력 이동 통로로 사용하면서 하수구에서도 전투가 벌어졌다. 심지어 소련 해병대 6명은 부다성 언덕까지 도달해 독일군 장교 1명을 생포한 후 지하에 있는 자신의 전선에 복귀하는 데도 성공했다. 추축국은 지역 주민을 길잡이로 삼아 하수구에 매복했기 때문에 이러한 성과는 드문 일이었다. 1월 중순에는 소련군의 포격에도 계속해서 판처파우스트와 포탄을 생산하던 군수 공장이 있던 체펠섬이 점령당했다. 한편 페스트에 있는 추축국은 상황이 악화되어 주둔군이 진격하는 소련군의 절반 이하로 병력 격차가 날 위험에 처했다. 1945년 1월 17일 히틀러는 부다 지역의 방어를 위해 페스트에서 병력을 철수하는 데 동의했다. 다뉴브강을 가로지르는 5개 다리는 모두 교통 체증으로 막혀 군대와 피난하는 민간인으로 가득 찼다. 독일군은 헝가리군 장교의 항의에도 불구하고 1월 18일 다뉴브강을 가로지르는 모든 다리를 파괴했다. 그 중 하나는 1849년 지어진 유명한 세체니 다리이다.

### 2차 독일군의 포위 돌파 시도

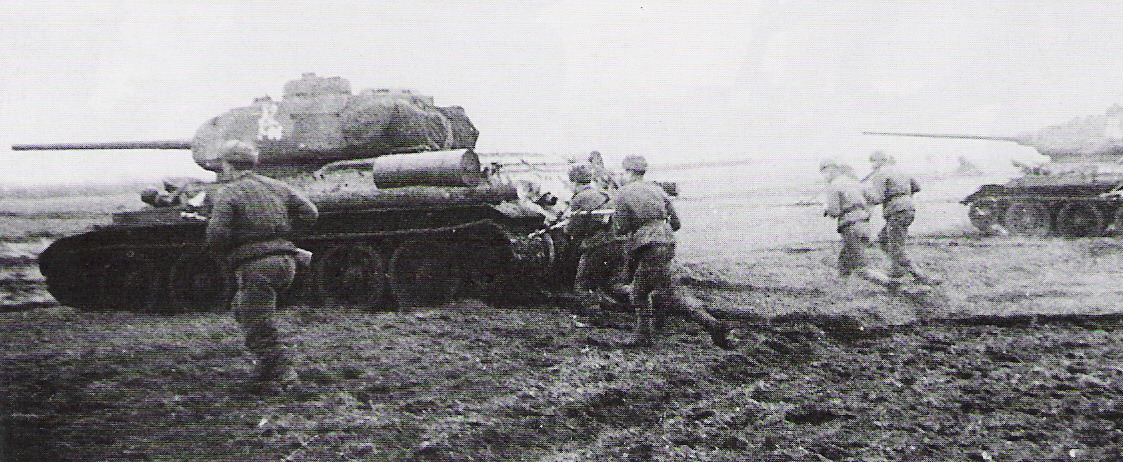
1945년 1월 벌러톤호 인근에서 소련 보병과 제18전차군단 병력이 반격하는 모습

1945년 1월 18일, 전날 벌러톤호 동북쪽 지역으로 이동한 제4SS기갑군단이 다시 전투에 투입되었다. 이는 콘라트 제3작전의 시작이었다. 이틀 만에 독일군 전차는 두너펜텔레 인근 다뉴브강 지역까지 도달해 소련의 다뉴브강 전선을 찢어놓았고, 1월 26일까지 부다페스트에서 약 25 km 떨어진 지점까지 공세를 이어나갔다.
스탈린은 인근 병력에게 어떤 희생을 치러서라도 진지를 사수하라고 명령했고, 부다페스트 공격을 위해 투입된 2개 육군군단을 독일의 공세에 대응하기 위해 급하게 도시 남쪽으로 이동시켰다. 독일군은 채 20 km도 떨어지지 않은 곳까지 진격했지만 피로와 보급 문제로 더 이상 공세를 유지할 수 없었다. 부다페스트 방어군은 도시를 떠나 포위망을 돌파할 수 있도록 허가를 요청했다. 하지만 히틀러는 이를 거부했다.
독일군은 더 이상 유지가 불가능했고 1945년 1월 28일 철수해 세케슈페헤르바르를 제외한 신규 점령지 대부분을 포기해야만 했다. 이렇게 부다페스트 주둔군의 운명이 결정되었다.

### 부다 전투
평지 지형에 세워진 페스트와는 달리 부다는 언덕 위에 지어진 도시이다. 덕분에 주둔군은 공격군보다 높은 곳에 포병과 요새를 배치할 수 있었고 소련의 진격을 크게 늦출 수 있었다. 중심 요새(겔레르트 언덕)은 소련의 여러 차례 공세를 성공적으로 격퇴한 SS 병력이 지키고 있었다. 근처에는 소련군과 독일군이 포탄이 떨어진 무덤들 사이에서 시립묘지를 놓고 교전했고 이 전투는 며칠간 계속되었다.
다뉴브강 한가운데에 있는 머르기트섬에서 발생한 전투가 특히 격렬했다. 머르기트섬은 머르기트 다리의 나머지 절반으로 도시와 이어져 있었고 낙하산 투하 구역으로 사용되었을 뿐 아니라 도심에 설치된 임시 활주로로도 사용되었다. 소련 제25근위소총병사단이 이 섬에서 교전했다.
1945년 2월 11일 6주간의 전투 끝에 겔레르트 언덕이 소련군이 3개 방향에서 공세를 시작하며 함락되었다. 소련군 포병이 도시 전체를 장악하며 2 km2도 안되는 좁은 지역에 밀집되어 영양실조와 질병에 시달리던 추축국 방어선을 포격했다.
보급품 부족에도 추축군은 항복을 거부하고 모든 거리와 집집마다 방어선을 짰다. 이 때 포로로 잡힌 헝가리군 사병 중 일부가 탈영하여 소련군 측에서 싸웠다. 이들을 통칭해 부더 자원연대라고 칭했다. 이틀간의 혈전 끝에 남부 기차역을 점령한 소련군은 부더성 언덕으로 진격했다. 2월 10일에는 격렬한 공격 끝에 부더성 언덕에 교두보를 마련하고 남은 주둔군을 절반 이하 병력으로 줄였다.

### 항복
히틀러는 여전히 독일군 지휘관인 페퍼빌덴브루흐에게 부다페스트를 포위하거나 탈출을 시도하는 행위를 금지했다. 하지만 보급품을 수송하는 DFS 230 글라이더 비행이 며칠 전 종료되었고 낙하산 투하도 중지되었다. 절박한 상황에서 페퍼빌덴브루흐는 남은 병력을 이끌고 부다페스트에서 탈출하기로 결정했다. 독일군 사령관은 헝가리군 사령관과 상의하지 않았다. 하지만 페퍼빌덴브루흐는 이 마지막 탈출 시도에 이례적으로 이반 힌지 장군을 동행시켰다.
2월 11일 밤 약 28,000명의 독일군과 헝가리군이 부더성 언덕에서 서북쪽으로 이동하기 시작했다. 이들은 세 차례에 걸쳐 이동하기 시작했다. 각 집단마다 수천명의 민간인도 동행했다. 가족 단위로 유모차를 밀며 눈과 얼음을 해치고 이동했다. 불행히도 소련군과 셀칼만테르 지역 주변에서 잘 구축된 방어선을 맞았다. 군대는 민간인과 함께 짙은 안개를 이용했다. 첫 집단은 대기하고 있던 소련군과 포병을 기습하는 데 성공했고 엄청난 숫자를 이용해 많은 이들이 탈출하는 데 성공했다. 두번째와 세번째 집단은 이보다 운이 좋지 못했다. 소련군 포병과 로켓포가 탈출 지역을 포위했고 수천명이 사망하는 결과가 일어났다. 이런 큰 손실에도 5만에서 10만명이 부다페스트 서북쪽 숲이 우거진 언덕까지 이동해 빈으로 탈출했지만 부다페스트에서 독일군 및 헝가리군 600~700명 가량만 독일군 본진에 도착했다.
탈출자 대부분은 소련군에게 살해되거나 부상을 입고 포로가 되었다. 페퍼빌덴브루흐와 힌지 장군은 부더성 지구에서 지하도를 빠져나오던 도중 대기하고 있던 소련군에게 체포되었다.

## 여파

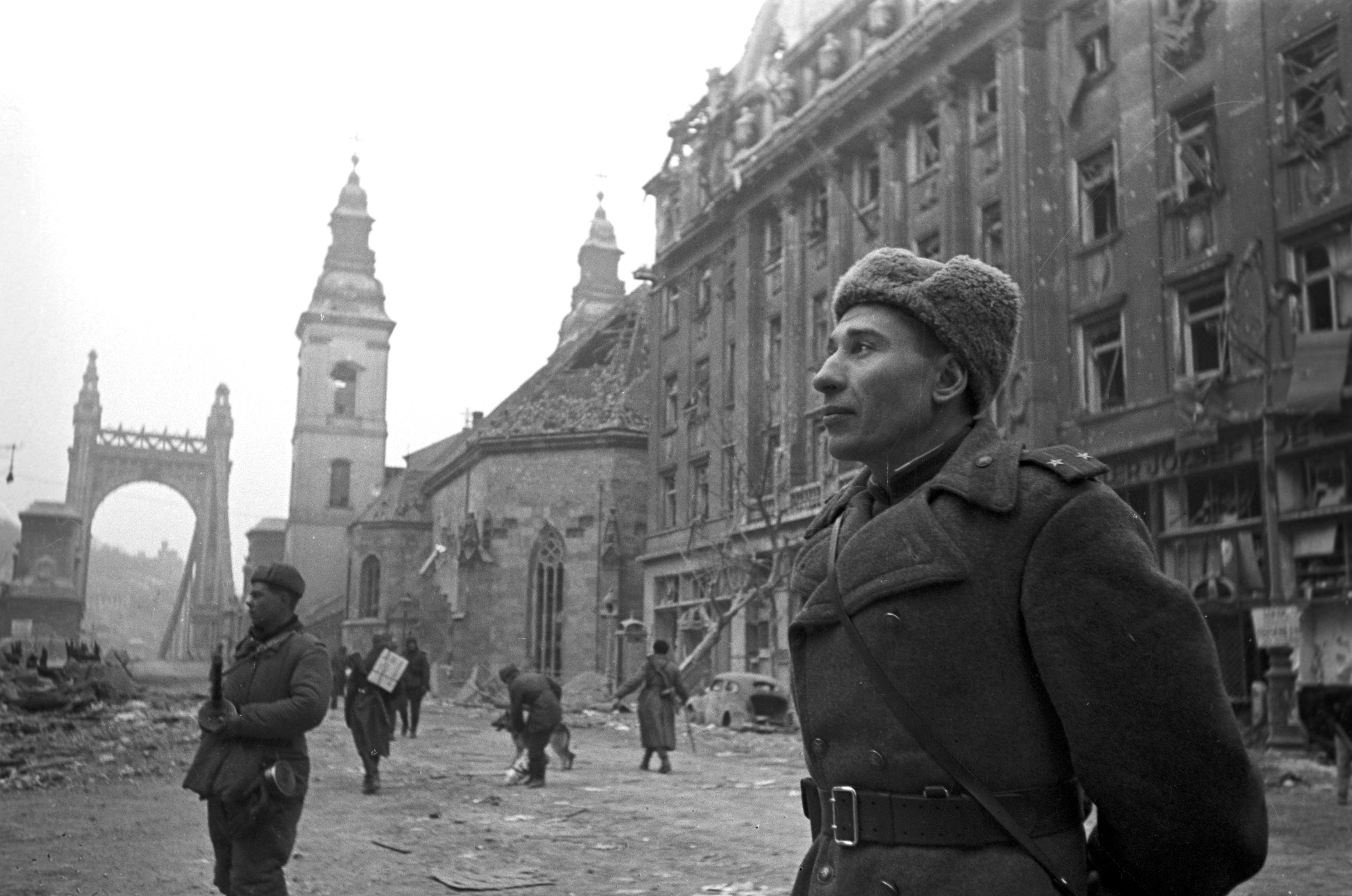
1945년 1월, 부다페스트 시가지의 소련군

부다페스트 내 남은 방어군은 1945년 2월 13일 항복했다. 독일군과 헝가리군의 손실은 매우 컸고 1개 사단 전체가 전멸했다. 독일군은 제13기갑사단, 기갑척탄병사단 펠트헤른할레, 제8SS기병사단 플로리안 가이어, 제22SS의용기병사단 사단 전체 혹은 대부분이 손실되었다. 헝가리 제1군단은 물론 제10보병사단과 제12보병사단, 제1기갑사단도 사실상 전멸했다.
소련군은 10만명에서 16만명의 사상자가 발생했다. 소련군은 독일군과 헝가리군 '전투원' 18만명을 포위했다고 주장했고 이 중 11만명을 포로로 잡았다고 선언했다. 하지만 포위전 직후 수천명의 헝가리 민간인을 체포해 포로 수로 합쳐놓았기 때문에 부풀러진 수치를 제대로 검증할 수 없다.
부다페스트는 전투 이후 폐허가 되어 건물 80% 이상이 파괴되거나 손상을 입었으며 이 중에는 헝가리 국회의사당이나 부더성 같은 역사적인 건축물도 있다. 또한 다뉴브강을 가로지르는 7개 다리 전부가 파괴되었다.

## 문화
Festung Budapest (2012년)이라는 이름의 Advanced Squad Leader 시스템 보드 워게임이 있다. 이 워게임은 전투 지도 및 전투 서열과 같은 역사적 정확성 및 세부 사항에 관심을 맣이 두었다.

## 같이 보기
- 부다페스트 공세
- 소련의 헝가리 점령
- 소련의 헝가리인 강제 노동
- 헝가리 암반병원
- 부다페스트 게토
- 콘라트 작전
- 플라텐지 공세
- 남풍 작전

## 참고 문헌
- Andrushchenko, Sergey Aleksandrovich (1979). 〈5: For Hungary's Capital〉. 《Начинали мы на Славутиче》 [We began at Slavutych] (러시아어). Moscow: Institute of History of the USSR.
- Eber, George F. (2010년 5월 17일). 《Pinball Games: Arts of Survival in Nazi and Communist Eras》. Trafford Publishing. ISBN 978-1-42693-688-3.
- Frieser, Karl-Heinz; Schmider, Klaus; Schönherr, Klaus; Schreiber, Gerhard; Ungváry, Kristián; Wegner, Bernd (2007). 《Die Ostfront 1943/44 – Der Krieg im Osten und an den Nebenfronten》 [The Eastern Front 1943–1944: The War in the East and on the Neighbouring Fronts]. 《Das Deutsche Reich und der Zweite Weltkrieg [Germany and the Second World War]》 (독일어) VIII (München: Deutsche Verlags-Anstalt). ISBN 978-3-421-06235-2.
- Isaev, A. V. (2008). 《1945-ĭ ... : triumf v nastuplenii i v oborone ot Vislo-Oderskoĭ do Balatona》 [1945: Triumph both in offence and defence: from Vistula-Oder to Balaton] (폴란드어). Moscow. 196, 199, 201쪽. ISBN 978-5-9533-3474-7. OCLC 294760648.
- Naimark, Norman M. (1995). 《The Russians in Germany: A History of the Soviet Zone of Occupation, 1945–1949》. Cambridge: Belknap. ISBN 0-674-78405-7.
- Petö, Andrea (2003년 5월 5일). 〈Memory and the Narrative of Rape in Budapest and Vienna in 1945〉.   Bessel, Richard; Schumann, Dirk. 《Life after Death: Approaches to a Cultural and Social History of Europe》. Cambridge University Press. 129–148쪽. ISBN 0-521-00922-7.
- Russiyanov, Ivan Nikitich (1982). 〈17: The Fight for Hungary〉. 《В боях рожденная》 [In the Battle Born]. Moscow: Institute of History of the USSR.
- Samsonov, Alexander Mikhilovich (1980). 〈18 Helping the European people — Section 7: The Red Army at Hungary〉. 《Крах фашистской агрессии 1939-1945》 [The collapse of the invading fascists 1939-1945]. Moskva: Institute of History of the USSR.
- Schneider, Wolfgang (2004). 《Tigers in Combat I》. Stackpole Books. ISBN 9780811731713. OCLC 502220933.
- Serikh, Semyon Prokofievich (1988). 〈3: The Immortal Battalion〉. 《Бессмертный батальон》 [Immortal Battalion]. Moskva: Military Publishing.
- Ther, Philipp (1998). 《Deutsche Und Polnische Vertriebene: Gesellschaft und Vertriebenenpolitik in SBZ/ddr und in Polen 1945–1956》 [German and Polish displaced persons: IDPs society and politics in SBZ/DDR and Poland, 1945-1956] (독일어). Vandenhoeck und Ruprecht. ISBN 978-3525357903. OCLC 185654102.
- Ungváry, Kristián (2003). 《Budapest Ostroma》 [Battle for Budapest] (헝가리어). London: I.B. Tauris. ISBN 1-86064-727-8.
- Ungváry, Krisztián (2005). 《The Siege of Budapest: One Hundred Days in World War II》. 번역 Löb, Ladislaus. Yale University Press. ISBN 9781350141391. OCLC 1124264644.

## 추가 자료
- Gosztonyi, Péter (1964). 《Der Kampf um Budapest 1944/45》. München: Schnell & Steiner. OCLC 559562921.
- Mark, James (2005). “Remembering Rape: Divided Social Memory and the Red Army in Hungary 1944-1945”. 《Past & Present》 (Oxford University Press) (188): 133–161. doi:10.1093/pastj/gti020.
- Montgomery, John F. (1947). 《Hungary: The Unwilling Satellite》 Reprint: Simon Publications, 2001판. New York: Devin-Adair Company. ISBN 9781931313575. OCLC 753984253.
- Shefov, Nikolai (2002). 《Russian fights》. Lib. Military History.
- “Будапештская операция 1944–1945 годов” [Budapest Operation 1944–1945 (Source about Soviet casualties, estimated at 80,000, not 160,000)]. n.d. 2012년 12월 21일에 원본 문서에서 보존된 문서.
- Galantay, Ervin Y. (2005). 《Boy soldier : the defense of Budapest 1944-1945 : the rise and fall of the Hungarian Vannay battalion (With photos, sketches and footnotes)》. Militaria. ISBN 963-217-645-6. OCLC 79430020.
- Mihályi, Balázs (2014). 《Budapest battlefield guide, 1944/45》 (영어). ISBN 978-963-12-2551-8. OCLC 908729383.
- Mihályi, Balázs (2022). 《Siege of Budapest 1944–45: The Brutal Battle for the Pearl of the Danube.》 (영어). Bloomsbury USA. ISBN 978-147-28-4848-2. OCLC 908729383.